# Standard Forty
Der Standard Forty oder Standard 40 hp war ein Sechszylinder-Pkw, den die Standard Motor Company in Coventry von 1908 bis 1911 als Nachfolger des Modells 30 hp baute.
Dieser Wagen war im Bauzeitraum das größere von zwei Sechszylindermodellen bei Standard. Der Wagen war konventionell ausgelegt und hatte einen vorne eingebauten Reihensechszylindermotor mit 6107 cm³ Hubraum. Der Tourenwagen war mit Fahrgestellen in zwei unterschiedlichen Radständen – 3048 mm und 3353 mm – zu bekommen und besaß Hinterradantrieb. Das kleinere Sechszylindermodell hieß 20 hp.
1911 lief der große Sechszylinder ohne Nachfolger aus.